# Верхні Рівні
Верхні Рівні — село в Україні, у Чутівській селищній громаді Полтавського району Полтавської області. Населення становить 62 осіб.

## Географія
Село Верхні Рівні розташоване за 2 км від правого берега річки Коломак, на відстані 1 км від села Нижні Рівні та за 1,5 км від села Черняківка. До села примикає великий лісовий масив (дуб).

## Історія
Вперше згадується в письмових джерелах як Ровеньська Слобідка[джерело?].
12 червня 2020 року, відповідно до розпорядження Кабінету Міністрів України № 721-р «Про визначення адміністративних центрів та затвердження територій територіальних громад Полтавської області», село увійшло до складу Чутівської селищної громади.
19 липня 2020 року, в результаті адміністративно — територіальної реформи та ліквідації Чутівського району, село увійшло до складу новоутвореного Полтавського району.